# بيترو شالر
بيترو شالر (بالإنجليزية: Simone Schaller)‏ هي منافسة ألعاب القوى أمريكية، ولدت في 22 أغسطس 1912 في مانشستر في الولايات المتحدة، وتوفيت في 20 أكتوبر 2016 في أركاديا في الولايات المتحدة.

## وصلات خارجية
- سيمون شالر على موقع أوليمبيديا (الإنجليزية)